# Ngô Duy Đông
Ngô Duy Đông (1917 - 1993) là nhà cách mạng Việt Nam, Ủy viên Ban Chấp hành Trung ương Đảng Cộng sản Việt Nam, Bí thư Tỉnh ủy Thái Bình, Bí thư Tỉnh ủy Hải Hưng, Trưởng ban Nông nghiệp Trung ương.
Ông còn có tên là Lương Lê, sinh tại xã Tây Tiến, huyện Tiền Hải, tỉnh Thái Bình .

## Quá trình hoạt động cách mạng
Ông tham gia hoạt động cách mạng năm 1938, năm 1939 được kết nạp Đảng. Năm 1942, ông bị giặc Pháp bắt, kết án 10 năm khổ sai, giam ở nhà lao Hỏa Lò.
Sau ngày 9/3/1945, ông vượt ngục về quê, được bầu vào Ban Thường vụ Tỉnh ủy Thái Bình và tham gia giành chính quyền. Cách mạng Tháng Tám năm 1945, ông làm Chủ nhiệm Việt Minh tỉnh Thái Bình lãnh đạo nhân dân giành chính quyền
 cho đến hết năm 1947, sau đó lần lượt được Trung ương điều giữ các chức vụ Phó Bí thư Tỉnh ủy Hà Đông (cũ), Bí thư Tỉnh ủy Hà Nam (1949)
Năm 1958 – 1971 ông giữ chức Bí thư Tỉnh ủy Thái Bình. Năm 1958, Thái Bình đã có một vụ mùa cho năng suất cao nhất từ trước tới đó. So với năm 1939, là năm được mùa nhất dưới thời Pháp, thì tổng sản lượng lúa của tỉnh tăng 2,56 lần, tăng 4 vạn tấn lúa so với mùa năm 1957, trở thành tỉnh dẫn đầu miền Bắc về năng suất lúa. Huyện Tiên Hưng đã đạt năng suất bình quân 32 tạ/ha/năm. Đời sống của nhân dân, nhất là của nông dân, đã được cải thiện một cách cơ bản. Nhờ thắng lợi đó, mà phong trào đổi công, hợp tác được củng cố, phát triển. Kết thúc năm 1960, Thái Bình đã cơ bản hoàn thành nhiệm vụ cải tạo XHCN, xây dựng các HTX Nông nghiệp, HTX Tiểu thủ công nghiệp trong toàn tỉnh.
Năm 1971 - 1972 ông làm Ủy viên Ủy ban Nông nghiệp Trung ương, sau đó được phân công làm Bí thư Tỉnh ủy Hải Hưng (Hải dương và Hưng Yên) đến năm 1980 .
Tại Đại hội Đảng IV (1976) ông được bầu vào Ban Chấp hành Trung ương Đảng.
Năm 1981 ông làm Ủy viên Hội đồng Nhà nước , Trưởng ban Nông nghiệp Trung ương .
Năm 1983 ông tái nhiệm Bí thư Tỉnh ủy Hải Hưng (đến năm 1986) .
Ông nghỉ hưu năm 1988 và mất vào những năm 1993 tại Hà nội, an táng tại Nghĩa trang Mai Dịch.